# Globba campsophylla
Globba campsophylla är en enhjärtbladig växtart som beskrevs av Karl Moritz Schumann. Globba campsophylla ingår i släktet Globba och familjen Zingiberaceae.
Artens utbredningsområde är Filippinerna. Inga underarter finns listade i Catalogue of Life.